# Siniperca liuzhouensis
Siniperca liuzhouensis är en fiskart som beskrevs av Zhou, Kong och Zhu, 1987. Siniperca liuzhouensis ingår i släktet Siniperca och familjen Percichthyidae. Inga underarter finns listade i Catalogue of Life.